# صندوق الإنقاذ المالي الأوروبي
صندوق الإنقاذ المالي الأوروبي (اختصارًا EFSF) هو شركة مملوكة لكافة دول منطقة اليورو مقرها في لوكمسبورغ. تأسس الصندوق في التاسع من مايو/أيار 2010في أعقاب بروز أزمة ديون اليونان، وفي يوليو/تموز 2011 وافق قادة منطقة اليورو على توسيع قدرة الإقراض لدى الصندوق إلى 590 مليار دولار، لتمكينه من موارد أكبر لمنع انتشار عدوى أزمة الديون السيادية. تقوم فكرة الصندوق على منح حكومات هذه المنطقة ضمانات لتغطية الحصول على قروض بنسب فائدة متدنية لفائدة الدول المعنية، يتم الحصول عليها بطرح سندات في الأسواق المالية، وإعادة توزيع هذه الأموال المقترضة على الدول الأوروبية المتعثرة بنسب فائدة أقل.